# Тригранкові
Тригранкові, або дрейсенові (Dreissenidae) — родина невеликих прісноводних двостулкових молюсків. Прикріплюються до каміння та інших субстратів використовуючи бісус.

## Роди
Містить три роди:
- Congeria(інші мови)
- Dreissena — типовий рід родини
- Mytilopsis(інші мови)

## Морфологія мушлі

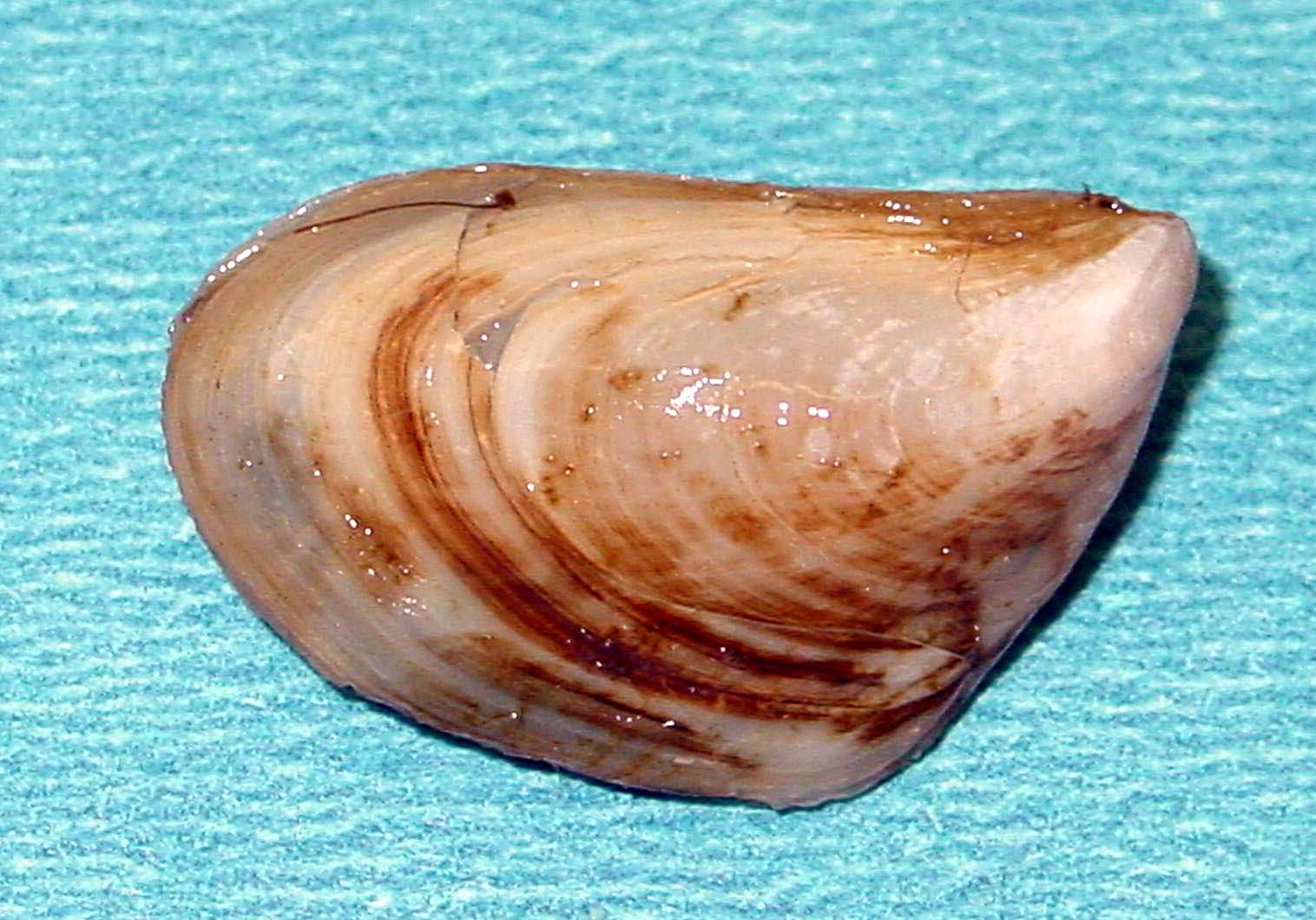
Dreissena bugensis

Розміри мушлі в межах 20-40 мм у своїй максимальній довжині, і близько половини у ширину. Зовнішній край мушлі вигнутий, з одного боку мушля зазвичай трохи увігнута. Черепашка міцна і непрозора, забарвлена у жовтуваті, коричневі або сіруваті відтінки, часто із світлими і темними смугами.

## Біологія і екологія
Для дихання використовують зябра. Живуть у чистих, добре аерованих, низинних річках, каналах і водосховищах, прикріплюючись до каміння та інших твердих поверхонь. Стійкі до солонуватої води.